# Osvaldo Ferrini
Osvaldo Ferrini (Torino, 21 febbraio 1914 – Mombaruzzo, 17 maggio 1991) è stato un calciatore e allenatore di calcio italiano, di ruolo difensore.

## Carriera
Cresce nelle giovanili nel Torino, e passa nella squadra titolare nel campionato del 1932-1933. Con questa maglia gioca in totale 268 partite (247 in campionato) senza riuscire a realizzare nessuna rete disputando anche 17 partite in Coppa Italia e 4 in coppe europee. Grazie a tutte queste presenze è il 17º uomo con più presenze nella storia della società granata.
Il suo esordio avviene il 29 gennaio 1933 nella partita Alessandria-Torino (1-1). L'ultima partita in granata è stata disputata il 20 luglio 1944 nel match vinto per 5-2 contro il Venezia. Con la maglia del Torino vince lo scudetto del 1942-1943, e due Coppe Italia nel 1935-1936 e nel 1942-1943.
Messo in lista di trasferimento nel 1945, passa al Como e successivamente alla Pro Sesto.

## Palmarès

### Giocatore

#### Competizioni nazionali
- Campionato italiano: 1

Torino: 1942-1943
- Coppa Italia: 2

Torino: 1935-1936, 1942-1943